# My Girl Tisa
My Girl Tisa è un film del 1948 diretto da Elliott Nugent.

## Trama
Nel 1905 ci fu una forte immigrazione dall'Europa all'America prima che venissero approvate leggi che limitassero il flusso degli immigrati. Tisa Kepes è in America da soli quattro mesi che, vive in una pensione di New York City e lavora per il signor Grumbach, proprietario della fabbrica di abbigliamento nel Greenwich Village, guadagnando pochissimi soldi e cercando di risparmiare abbastanza soldi per pagare il viaggio in barca di suo padre per l'America. Dugan cerca di aiutarla ma Tescu finisce per far espellere Tisa. Solo l'intervento del presidente Roosevelt eviterà il peggio.